# ピューロマジック
ピューロマジック（欧字名:Puro Magic、2021年2月18日 - ）は、日本の競走馬。主な勝ち鞍に2024年の葵ステークス、北九州記念、2025年のアイビスサマーダッシュ。
馬名の由来は、「聖なる、純粋な（西）」＋「可能にすること」。

## 戦績
2023年6月17日、東京競馬場第6Rの2歳新馬戦（ダート1400m）で、鞍上戸崎圭太にてデビュー。2番人気に支持されたが、1着アマンテビアンコから6秒近く離された最下位16着に敗退した。2戦目からは芝に路線変更するとともに、鞍上も斎藤新に乗り替わった。通算3戦目となった9月2日の札幌競馬場・2歳未勝利戦（芝1200m）で逃げ切り勝ちを収め、初勝利を挙げた。この勝利以降は逃げが基本戦術になった。重賞初挑戦で出走した11月4日のファンタジーステークスは8着に敗れる。
2024年、3歳シーズンはテン乗りの坂井瑠星とのコンビで挑んだ京都競馬場・3歳1勝クラスでシーズン初出走・初勝利をマーク。2月25日のマーガレットステークスは不得手な馬場状態もあってナナオに差し切られ、2着に惜敗した。次走は5月25日の葵ステークスに横山和生とのコンビで出走。いつものように好スタートからハナを切ると、そのまま逃げ切り、8番人気の伏兵評価を覆しての重賞初優勝を飾ると、古馬と初対戦となった北九州記念も53kgの軽ハンデをいかして重賞2連勝。次走にCBC賞を予定していたが、ハンデが55.5kgと想定以上に見込まれたことを理由に回避し、セントウルステークスに変更された。しかしセントウルステークスは左回りで直線に坂のある未経験の中京コースが影響したのか、1番人気に支持されるも13着と1200m戦で初の大敗を喫する。横山典弘との新コンビでスプリンターズステークスに出走し、前半3ハロン32秒0、2ハロン目の9秒9という時計で短距離戦を大逃げしたが、結果は8着で終える。
2025年、初戦のシルクロードステークスは昨秋2戦の敗北も、1番人気に推される。しかし56.5kgのハンデと稍重の芝が敗因となる9着。次走はUAEのG1アルクオーツスプリントに選出され、招待を受諾。オイシン・マーフィーを鞍上に初海外挑戦は、初の直線コース。しかも初めて後方から控える競馬を披露。直線半ばで故障馬の不利を受けるアクシデントがあったが、猛然と追い上げ5着。遠征帰りで放牧に出され、帰厩後は初の1000m戦アイビスサマーダッシュに鞍上クリストフ・ルメールで出走。中団で脚をため、残り300mでスパートを開始すると一気の伸び脚で抜け出し、2002年にカルストンライトオが同レースでマークした日本レコードに並ぶ53秒7で優勝。

## 競走成績
以下の内容は、JBISサーチ、netkeiba.com、Racing Postおよびエミレーツ競馬協会に基づく。
| 競走日     | 競馬場   | 競走名          | 格   | 距離（馬場）  | 頭 数 | 枠 番 | 馬 番 | オッズ （人気） | 着順 | タイム （上り3F） | 着差  | 騎手          | 斤量 [kg] | 1着馬（2着馬）       | 馬体重 [kg] |
| ---------- | -------- | --------------- | ---- | ------------- | ----- | ----- | ----- | --------------- | ---- | ----------------- | ----- | ------------- | --------- | -------------------- | ----------- |
| 2023.06.17 | 東京     | 2歳新馬         |      | ダ1400m（良） | 16    | 3     | 6     | 004.30（2人）   | 16着 | R1:31.3（41.8）   | -5.8  | 0戸崎圭太     | 55        | アマンテビアンコ     | 460         |
| 0000.08.06 | 札幌     | 2歳未勝利       |      | 芝1500m（重） | 14    | 8     | 14    | 049.3（10人）   | 03着 | R1:33.3（38.3）   | -0.2  | 0斎藤新       | 55        | レーヴジーニアル     | 460         |
| 0000.09.02 | 札幌     | 2歳未勝利       |      | 芝1200m（稍） | 8     | 5     | 5     | 002.70（1人）   | 01着 | R1:09.8（35.1）   | -1.7  | 0斎藤新       | 55        | （リネンワルツ）     | 448         |
| 0000.11.04 | 京都     | ファンタジーS   | GIII | 芝1400m（良） | 18    | 2     | 3     | 013.80（7人）   | 08着 | R1:21.0（35.8）   | -0.6  | 0斎藤新       | 55        | カルチャーデイ       | 444         |
| 0000.12.02 | 阪神     | さざんか賞      | 1勝  | 芝1200m（良） | 10    | 1     | 1     | 004.20（2人）   | 02着 | R1:08.5（35.9）   | -0.0  | 0斎藤新       | 55        | ジャスパーノワール   | 446         |
| 2024.01.06 | 京都     | 3歳1勝クラス    |      | 芝1200m（良） | 10    | 2     | 2     | 001.30（1人）   | 01着 | 01:08.8（34.1）   | -0.3  | 0坂井瑠星     | 55        | （アンクルクロス）   | 444         |
| 0000.02.25 | 阪神     | マーガレットS   | L    | 芝1200m（重） | 11    | 7     | 8     | 005.20（3人）   | 02着 | 01:09.8（35.7）   | -0.4  | 0松山弘平     | 55        | ナナオ               | 450         |
| 0000.05.25 | 京都     | 葵S             | GIII | 芝1200m（良） | 18    | 8     | 17    | 024.10（8人）   | 01着 | 01:07.1（33.9）   | -0.2  | 0横山和生     | 55        | （ペアポルックス）   | 446         |
| 0000.06.30 | 小倉     | 北九州記念      | GIII | 芝1200m（稍） | 18    | 6     | 12    | 007.30（3人）   | 01着 | R1:07.9（35.6）   | -0.1  | 0松山弘平     | 53        | （ヨシノイースター） | 452         |
| 0000.09.08 | 中京     | セントウルS     | GII  | 芝1200m（良） | 18    | 7     | 13    | 003.90（1人）   | 13着 | R1:08.4（34.8）   | -0.7  | 0横山和生     | 53        | トウシンマカオ       | 456         |
| 0000.09.29 | 中山     | スプリンターズS | GI   | 芝1200m（良） | 16    | 5     | 10    | 034.5（10人）   | 08着 | R1:07.5（35.4）   | -0.5  | 0横山典弘     | 54        | ルガル               | 454         |
| 2025.02.02 | 京都     | シルクロードS   | GIII | 芝1200m（稍） | 16    | 1     | 2     | 003.60（1人）   | 09着 | R1:08.8（35.7）   | -0.6  | 0坂井瑠星     | 56.5      | エイシンフェンサー   | 454         |
| 0000.04.05 | メイダン | アルクオーツSP  | G1   | 芝1200m（Gd） | 11    | 8     | 10    | 025.00（8人）   | 05着 | R1:08.19          | -0.42 | 0O.マーフィー | 57.5      | Believing            | 計不        |
| 0000.08.03 | 新潟     | アイビスSD      | GIII | 芝1000m（良） | 18    | 3     | 6     | 004.60（2人）   | 01着 | R0:53.7（31.3）   | -0.1  | 0C.ルメール   | 55        | （テイエムスパーダ） | 446         |

- 海外の競走の「枠番」欄にはゲート番を記載
- 海外のオッズ・人気はRacing Postのもの（日本式のオッズ表記とした）
- タイム欄のRはレコード勝ちを示す
- 競走成績は2025年8月3日現在

## 血統表
| ピューロマジックの血統          | ピューロマジックの血統                                           | ピューロマジックの血統                                           | （血統表の出典）                                                 | （血統表の出典）  |
| 父系                            | ストームキャット系/ストームバード系                              | ストームキャット系/ストームバード系                              | ストームキャット系/ストームバード系                              | [ § 2 ]           |
| 父 アジアエクスプレス 栗毛 2011 | 父の父*ヘニーヒューズ 栗毛 2003                                  | *ヘネシー                                                        | Storm Cat                                                        | Storm Cat         |
| 父 アジアエクスプレス 栗毛 2011 | 父の父*ヘニーヒューズ 栗毛 2003                                  | *ヘネシー                                                        | Island Kitty                                                     |                   |
| 父 アジアエクスプレス 栗毛 2011 | 父の父*ヘニーヒューズ 栗毛 2003                                  | Meadow Flyer                                                     | Meadowlake                                                       | Meadowlake        |
| 父 アジアエクスプレス 栗毛 2011 | 父の父*ヘニーヒューズ 栗毛 2003                                  | Meadow Flyer                                                     | Shortley                                                         |                   |
| 父 アジアエクスプレス 栗毛 2011 | 父の母*ランニングボブキャッツ 鹿毛 2002                          | Running Stag                                                     | Cozzene                                                          | Cozzene           |
| 父 アジアエクスプレス 栗毛 2011 | 父の母*ランニングボブキャッツ 鹿毛 2002                          | Running Stag                                                     | Fruhlingstag                                                     |                   |
| 父 アジアエクスプレス 栗毛 2011 | 父の母*ランニングボブキャッツ 鹿毛 2002                          | Backatem                                                         | Notebook                                                         | Notebook          |
| 父 アジアエクスプレス 栗毛 2011 | 父の母*ランニングボブキャッツ 鹿毛 2002                          | Backatem                                                         | Deputy's Mistress                                                |                   |
| 母 メジェルダ 鹿毛 2013         | 母の父ディープインパクト 鹿毛 2002                               | *サンデーサイレンス                                              | Halo                                                             | Halo              |
| 母 メジェルダ 鹿毛 2013         | 母の父ディープインパクト 鹿毛 2002                               | *サンデーサイレンス                                              | Wishing Well                                                     |                   |
| 母 メジェルダ 鹿毛 2013         | 母の父ディープインパクト 鹿毛 2002                               | *ウインドインハーヘア                                            | Alzao                                                            | Alzao             |
| 母 メジェルダ 鹿毛 2013         | 母の父ディープインパクト 鹿毛 2002                               | *ウインドインハーヘア                                            | Burghclere                                                       |                   |
| 母 メジェルダ 鹿毛 2013         | 母の母メリュジーヌ 鹿毛 2006                                     | *フレンチデピュティ                                              | Deputy Minister                                                  | Deputy Minister   |
| 母 メジェルダ 鹿毛 2013         | 母の母メリュジーヌ 鹿毛 2006                                     | *フレンチデピュティ                                              | Mitterand                                                        |                   |
| 母 メジェルダ 鹿毛 2013         | 母の母メリュジーヌ 鹿毛 2006                                     | メジェール                                                       | *タバスコキャット                                                | *タバスコキャット |
| 母 メジェルダ 鹿毛 2013         | 母の母メリュジーヌ 鹿毛 2006                                     | メジェール                                                       | *カスパースカイゴールド                                          |                   |
| 母系(F-No.)                     | (FN:20)                                                          | (FN:20)                                                          | (FN:20)                                                          | [ § 3 ]           |
| 5代内の近親交配                 | Storm Cat：S4×M5、Deputy Minister：M4×S5、Hold Your Peace：S5×M5 | Storm Cat：S4×M5、Deputy Minister：M4×S5、Hold Your Peace：S5×M5 | Storm Cat：S4×M5、Deputy Minister：M4×S5、Hold Your Peace：S5×M5 | [ § 4 ]           |
| 出典                            | 1. 2. 3. 4.                                                      | 1. 2. 3. 4.                                                      | 1. 2. 3. 4.                                                      | 1. 2. 3. 4.       |

- 母メジェルダはJRA1勝、2015年ファンタジーステークス2着の実績がある。